# Hotel Federal Palace
El Hotel Federal Palace (en inglés: Federal Palace Hotel) es un hotel de 150 habitaciones con vistas al océano Atlántico, ubicado en el centro comercial de la isla Victoria, en Lagos, una ciudad del sur del país africano de Nigeria. The Federal Palace Hotel es una propiedad de Sun International. Sun International es probablemente conocida por el Sun City Resort, cerca de Johannesburgo y Pretoria, en la Provincia del Noroeste. Sun International tiene sus raíces en el 1969, cuando la empresa hotel Southern Sun se creó cuando South African Breweries y Sun Kerzner unieron fuerzas. Cuando Nigeria obtuvo su independencia del Gran Bretaña en 1960, fue en la sala de juntas principal de la nueva construcción del Federal Palace Hotel que se firmó la declaración de independencia de Nigeria. Esta sala de juntas es ahora una de las principales características del casino del hotel.